# Fred Ott
Frederick P. Ott (1860, Nueva Jersey, Estados Unidos-24 de octubre de 1936, West Orange, Estados Unidos) fue empleado del laboratorio de Thomas Edison en la década de 1890. Su imagen aparece en dos de las primeras películas en movimiento supervivientes: Edison Kinetoscope Record of a Sneeze (también conocida como Fred Ott's Sneeze) y Fred Ott Holding a Bird, ambas de 1894.
En la película Fred Ott's Sneeze, Ott toma una pizca de tabaco, lo que lo hace estornudar.
Ott comenzó a trabajar con Edison en 1874 y se unió a él a largo plazo en 1893 en una instalación de investigación en Manhattan, donde Ott y Edison trabajaron en la creación de una farola eléctrica. Trabajó con Edison en sus inventos más notables, retirándose poco después de la muerte de Edison en 1931. Ott murió en su casa en West Orange, Nueva Jersey, el 24 de octubre de 1936.

## Filmografía
- Fred Ott's Sneeze (1894)
- Fred Ott sosteniendo un pájaro (1894)
- El beso (1900)